# Робертс (Іллінойс)
Робертс (англ. Roberts) — селище (англ. village) в США, в окрузі Форд штату Іллінойс. Населення — 345 осіб (2020).

## Географія
Робертс розташований за координатами 40°36′53″ пн. ш. 88°11′4″ зх. д. / 40.61472° пн. ш. 88.18444° зх. д. (40.614731, -88.184365).  За даними Бюро перепису населення США в 2010 році селище мало площу 1,27 км², уся площа — суходіл.

## Демографія
Згідно з переписом 2010 року, у селищі мешкали 362 особи в 159 домогосподарствах у складі 98 родин. Густота населення становила 284 особи/км².  Було 188 помешкань (147/км²).
Расовий склад населення:
| - 99,2 % — білих - 0,3 % — азіатів |

До двох чи більше рас належало 0,6 %. Частка іспаномовних становила 1,7 % від усіх жителів.
За віковим діапазоном населення розподілялося таким чином: 21,5 % — особи молодші 18 років, 56,1 % — особи у віці 18—64 років, 22,4 % — особи у віці 65 років та старші. Медіана віку мешканця становила 45,0 року. На 100 осіб жіночої статі у селищі припадало 89,5 чоловіків;  на 100 жінок у віці від 18 років та старших — 80,9 чоловіків також старших 18 років.
Середній дохід на одне домашнє господарство  становив 40 221 долар США (медіана — 33 846), а середній дохід на одну сім'ю — 52 762 долари (медіана — 48 750). Медіана доходів становила 35 000 доларів для чоловіків та 36 500 доларів для жінок. За межею бідності перебувало 13,8 % осіб, у тому числі 12,7 % дітей у віці до 18 років та 4,0 % осіб у віці 65 років та старших.
Цивільне працевлаштоване населення становило 125 осіб. Основні галузі зайнятості: сільське господарство, лісництво, риболовля — 16,0 %, роздрібна торгівля — 15,2 %, транспорт — 12,8 %, будівництво — 12,8 %.